# 브라니츠키궁 (비아위스토크)

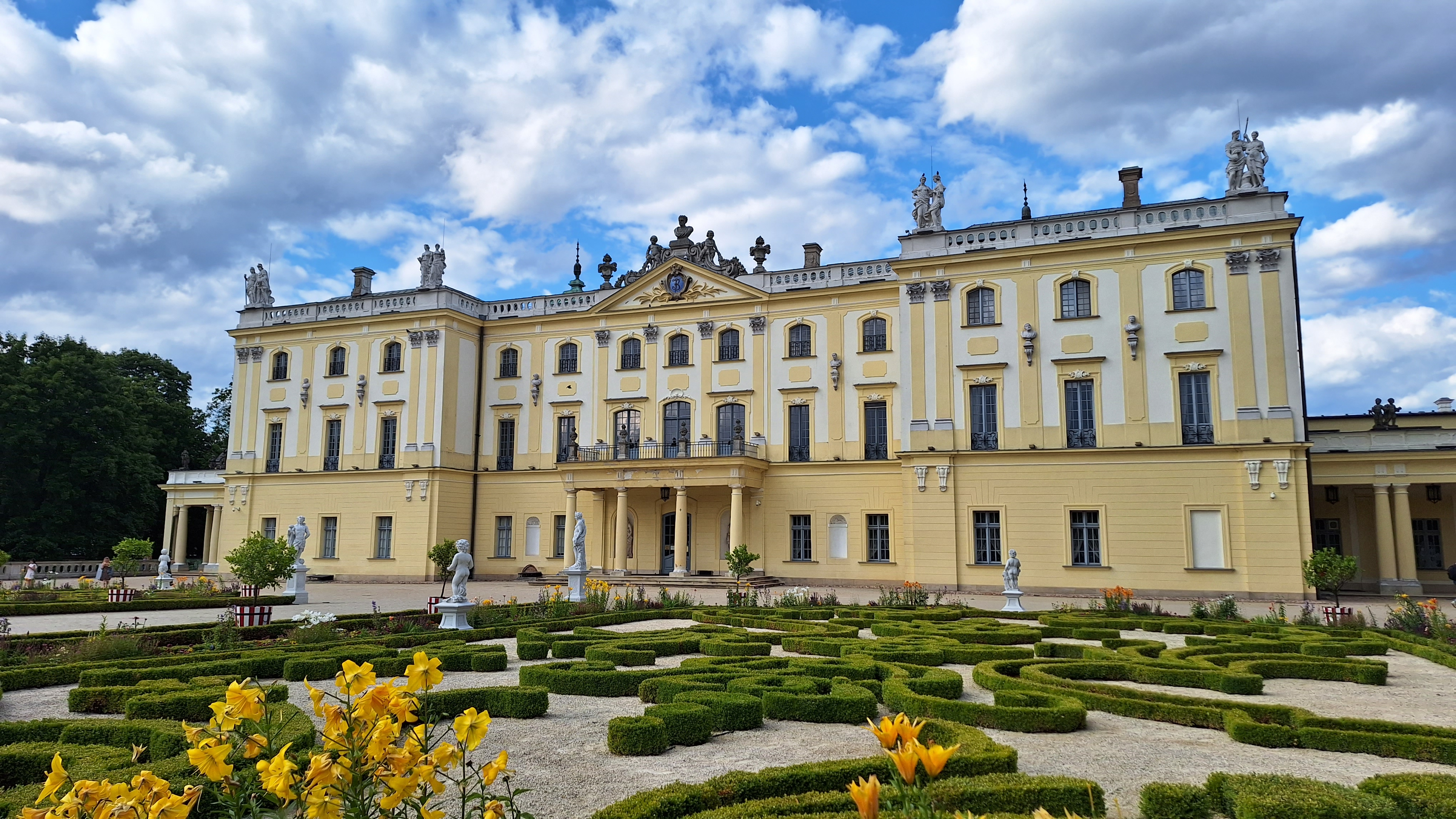
브라니츠키궁

브라니츠키궁(폴란드어: Pałac Branickich)은 폴란드 포들라스키에주 비아위스토크에 있는 궁전이다. 이 건물은 18세기 전반에 폴란드-리투아니아 연방의 부유한 헤트만이었던 얀 클레멘스 브라니츠키가 폴란드 왕이 되고자 하는 야망을 가진 사람에게 적합한 거주지로 개발했다.